# École nationale supérieure des technologies et industries du bois
 (juin 2025).
L'École nationale supérieure des technologies et industries du bois (ENSTIB) est l'une des 204 écoles d'ingénieurs françaises accréditées à délivrer un diplôme d'ingénieur.
Elle est située à Épinal, dans les Vosges (88) sur le campus bois. C’est une composante de l’université de Lorraine.

## Présentation générale

### Description de l'ENSTIB
L'enseignement de l’école repose sur les besoins du secteur du bois, en s'appuyant sur la recherche. Les enseignants-chercheurs de l’école sont rattachés pour la recherche à l'un des trois laboratoires (LERMAB, CRAN, IJL) et au centre de transfert de technologies CRITT Bois.
Quatre secteurs d'activités sont privilégiés au sein de l'école : la construction et la conception, l'énergie et environnement, la production et la logistique et enfin les matériaux fibreux.[réf. nécessaire]
L'école possède un parc de machines important pour tout ce qui concerne l'usinage bois, une halle habitat-énergie et une halle construction avec une dalle d'essai.
L'ensemble des activités dont l'école compose le Campus bois.

### Historique
- 1980 : Création de la maîtrise de sciences et techniques (MST) du bois situé dans les locaux de la faculté des sciences à Épinal ;
- 1985 : Création de l'École supérieure des sciences et des technologies des industries du bois (ESSTIB), l’Éducation nationale acquiert la halle de technologie rue du Merle Blanc à Épinal ; L'école ENSTIB et sa rotonde - Façade nord

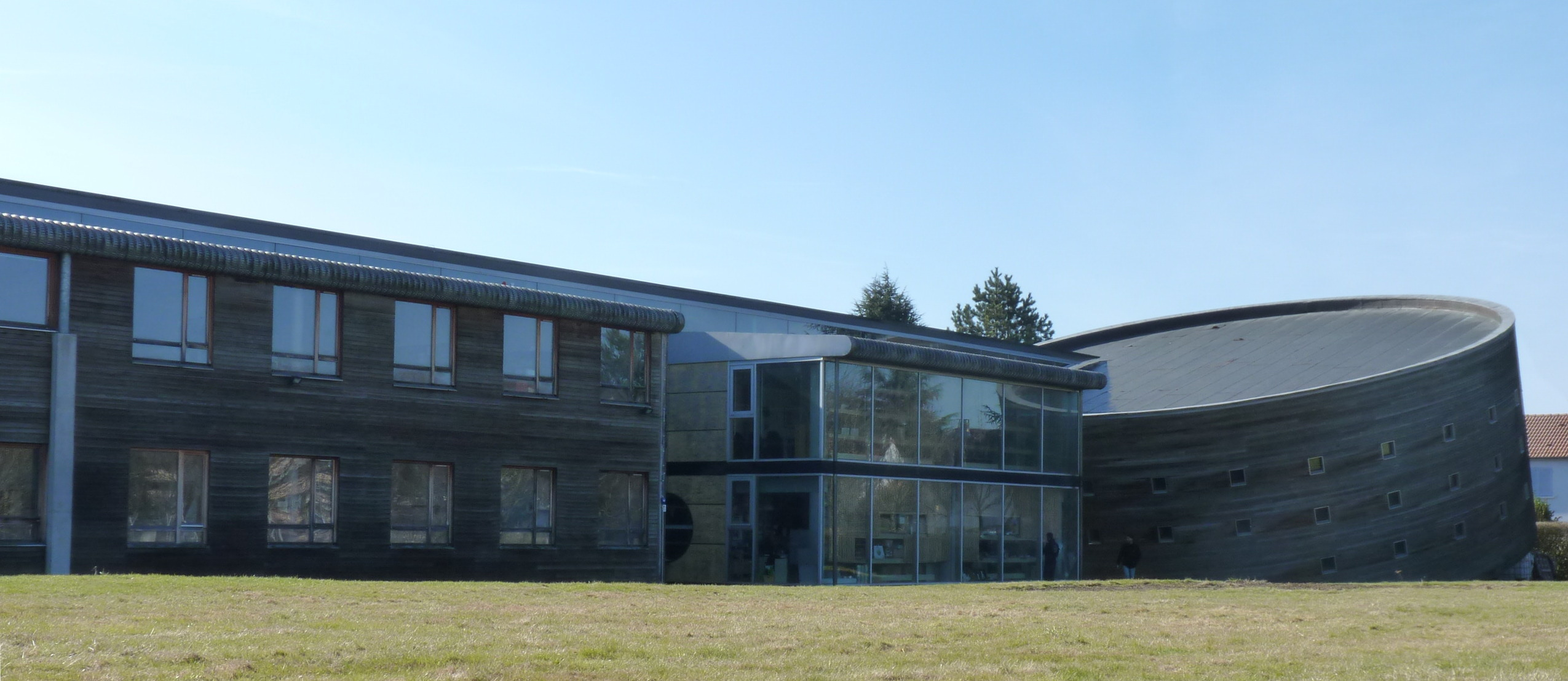
L'école ENSTIB et sa rotonde - Façade nord

- 1986 : Création du centre régional d'innovation et de transfert de technologies ;
- 1988 : Sortie de la première promotion d'ingénieurs diplômés ;
- 1992 : L'ensemble de la formation déménage dans les locaux de la halle de technologie ;
- 1994 : L'ESSTIB devient l'École nationale supérieure des technologies et industries du bois (ENSTIB) ;
- 2001 : Construction du centre de recherche. L'ENSTIB est admise à la Conférence des grandes écoles ;
- 2005 : Construction du campus Fibres[5] et agrandissement de l'ENSTIB.

## Formations
L'ENSTIB fait partie de l’université de Lorraine. Elle propose une offre de formation complète d'ingénieurs, de licence, de master, de mastère et de doctorat.
L'école propose un  cycle ingénieur, dont les enseignements de la 1re année se divisent entre enseignements scientifiques et technologiques, sciences économiques, humaines et sociales et enfin stage et prérequis. La 2e et la 3e année se composent d'enseignements scientifiques et technologiques, sciences économiques, humaines et sociales, d'enseignements d'orientation (construction – conception, énergie et environnement, production et logistique ou matériaux fibreux), de stages et d'un projet de fin d'études.
Il y a une licence professionnelle des technologies et industries du Bois (2 parcours) et un master 2 Génie civil « architecture bois construction », ainsi qu'un mastère spécialisé « conception et hautes études des structures bois.

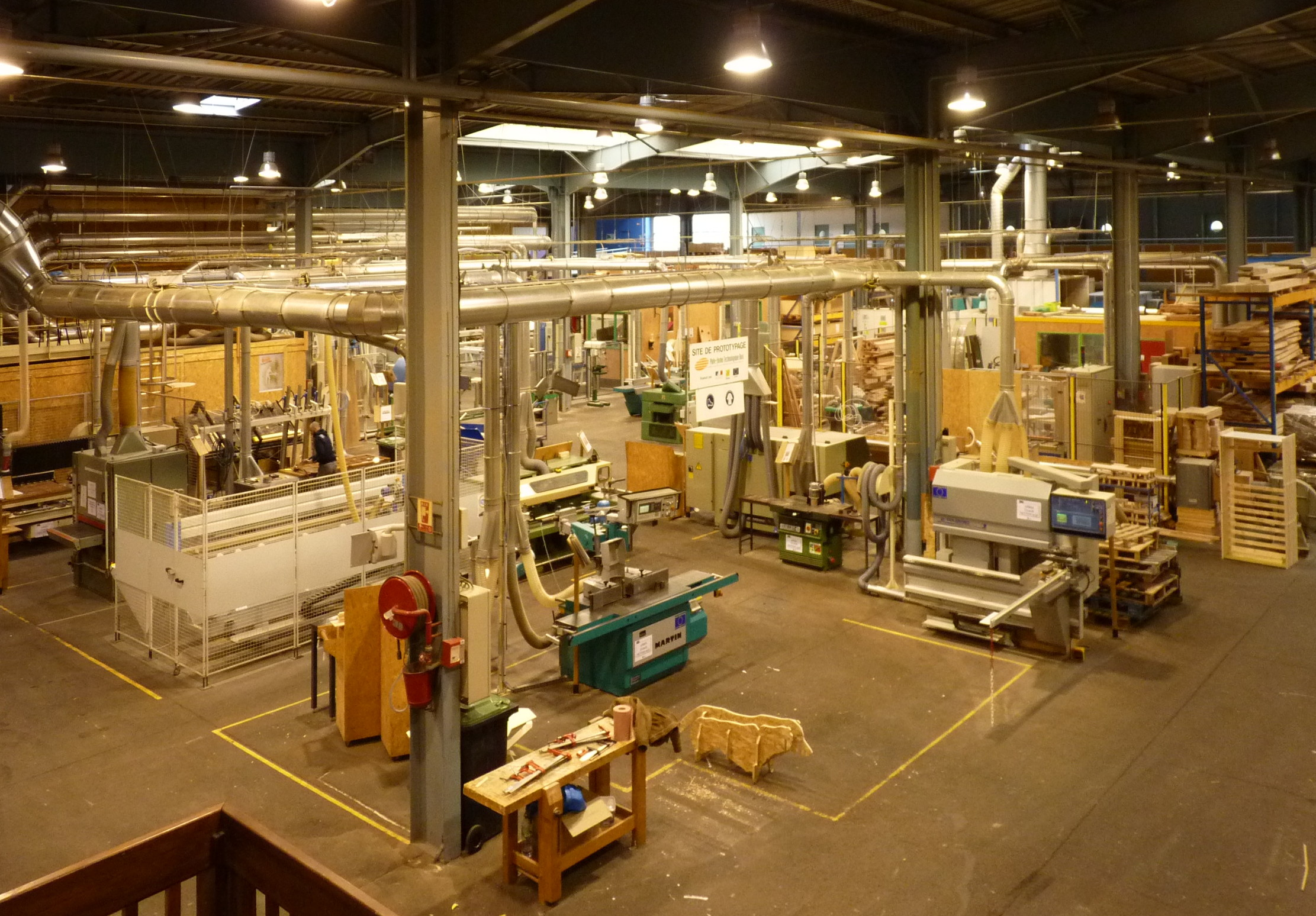
Zone de prototypage
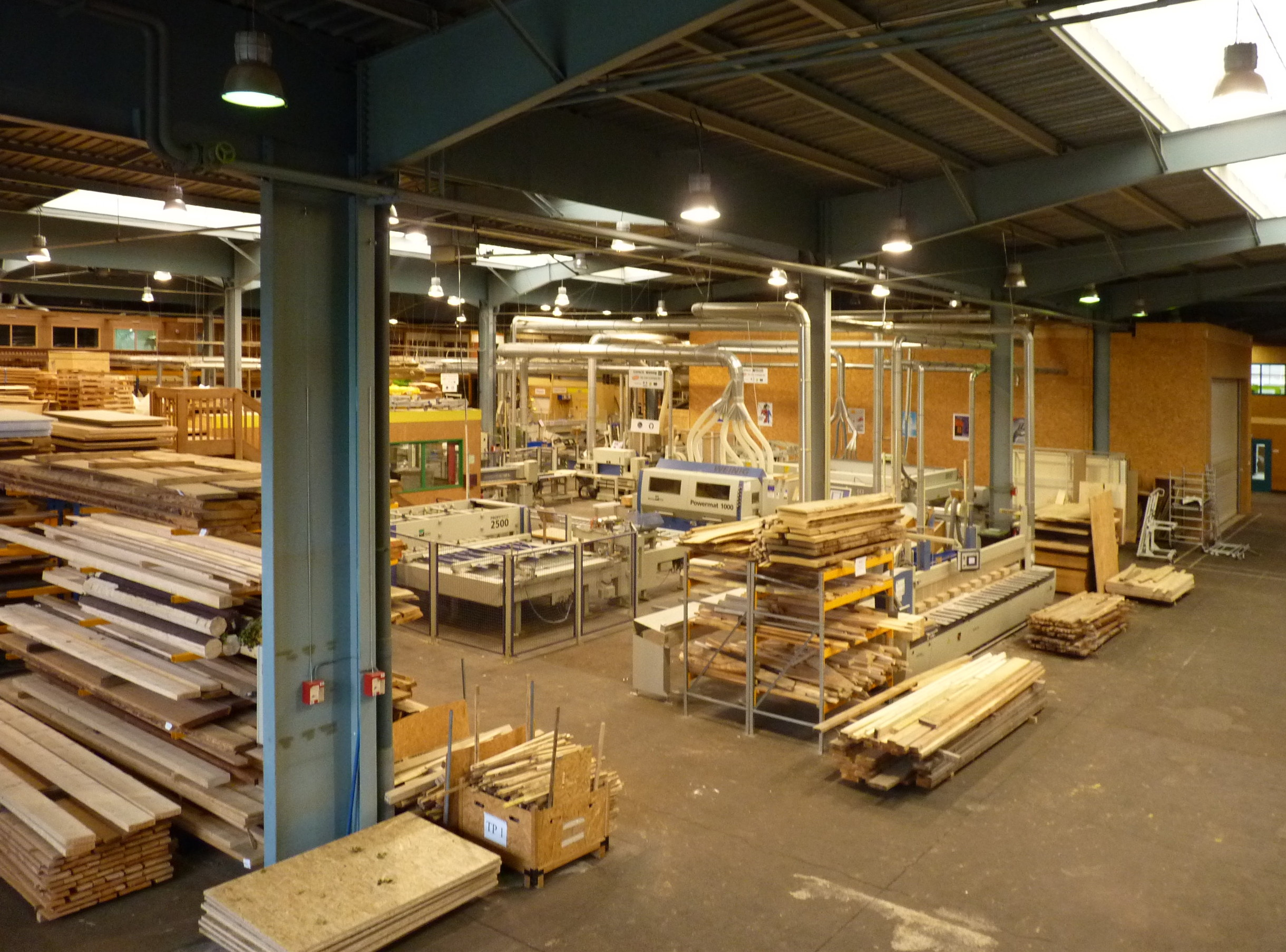
Halle industrielle
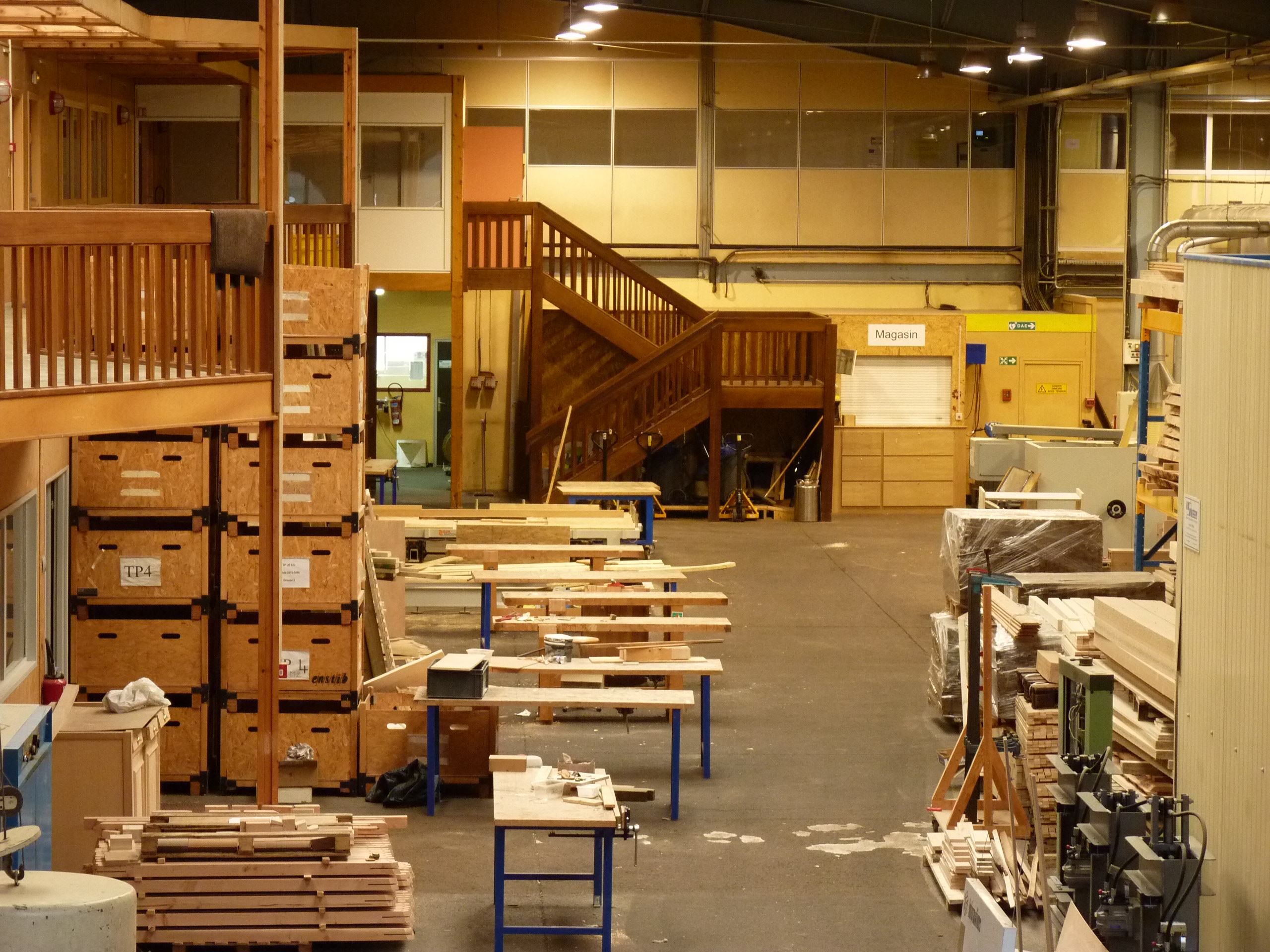
Établis de menuiserie
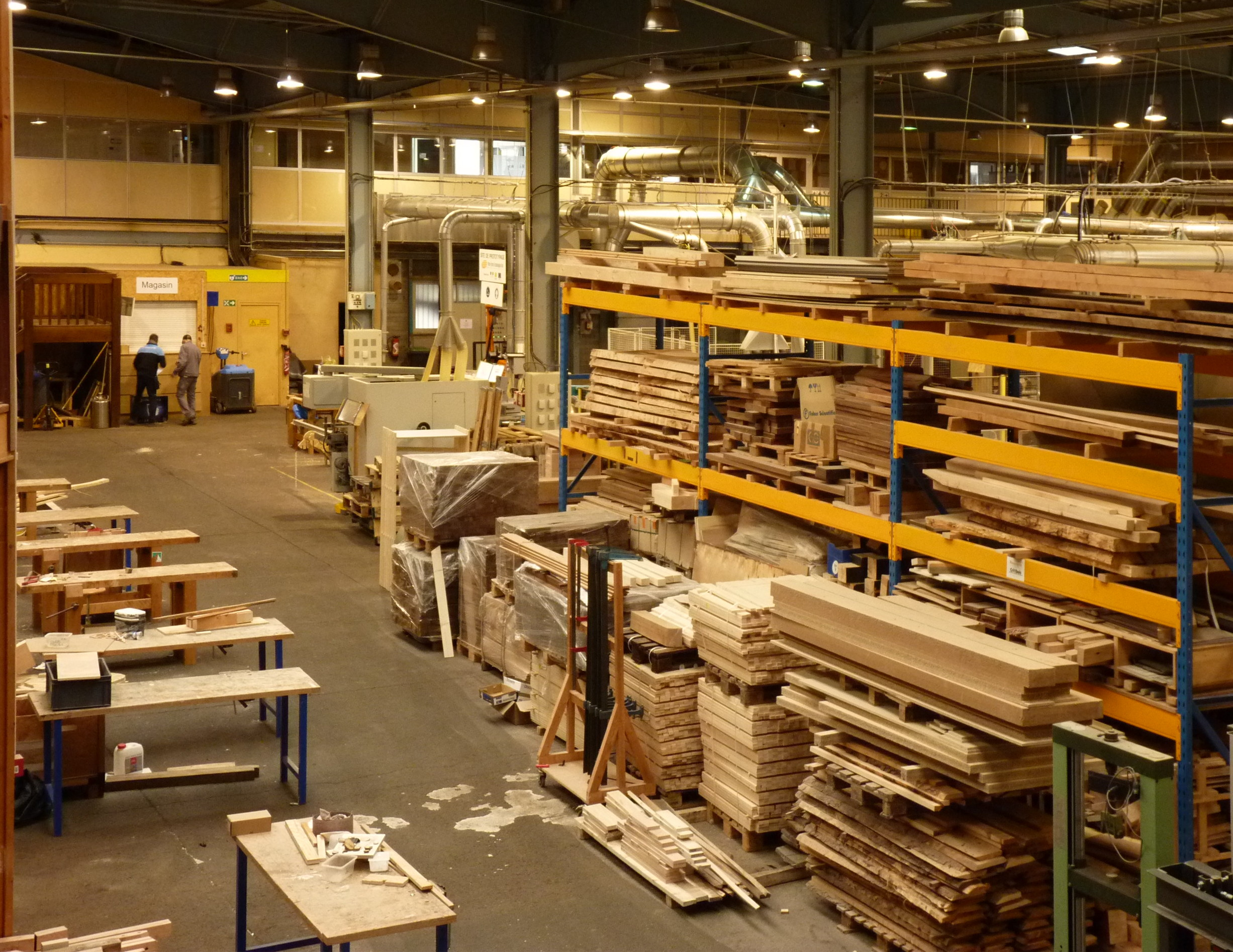
Établis et zone de stockage

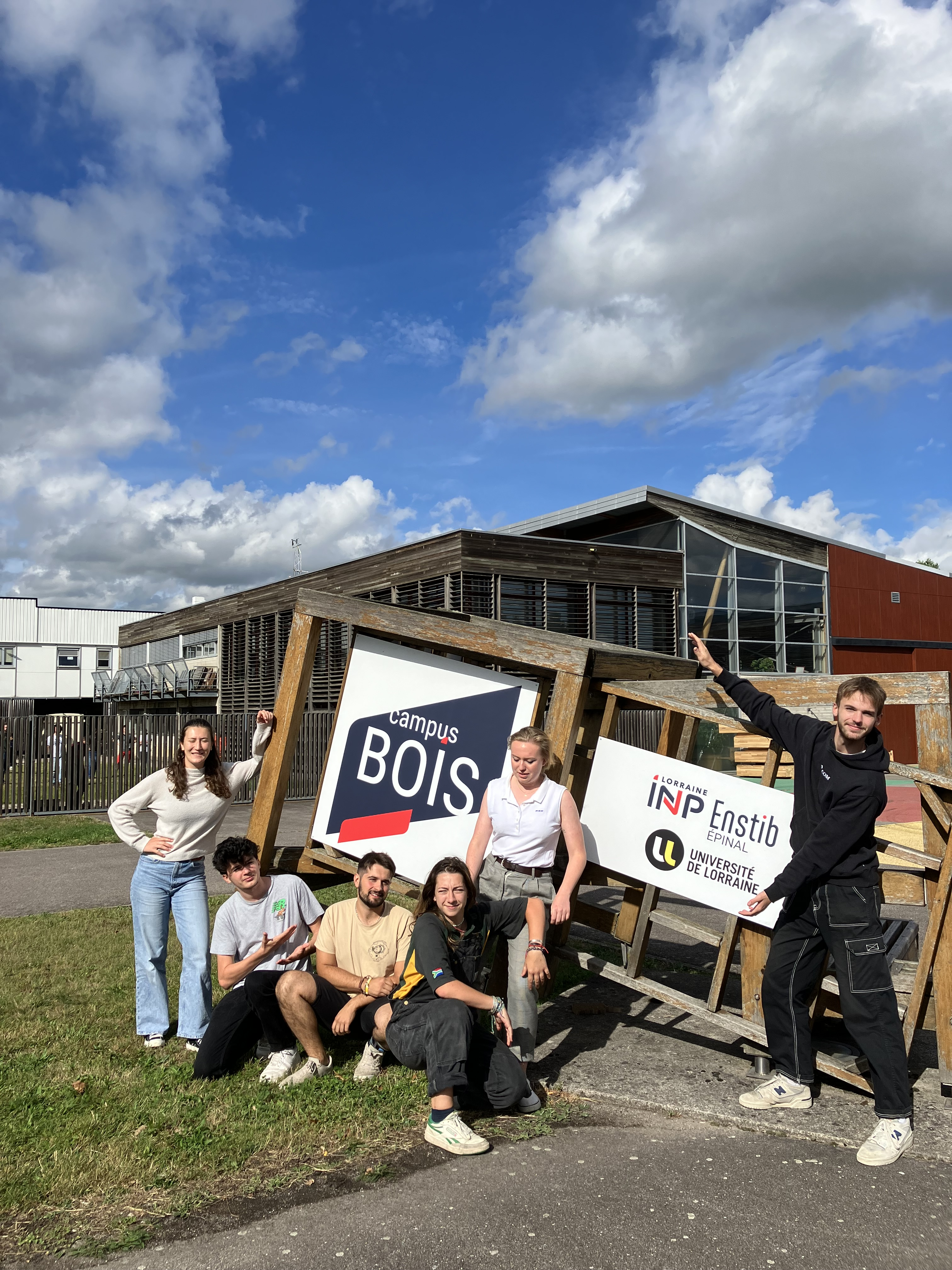
Rentrée 2023 sur le Campus Bois, qui accueille chaque année 400 étudiants

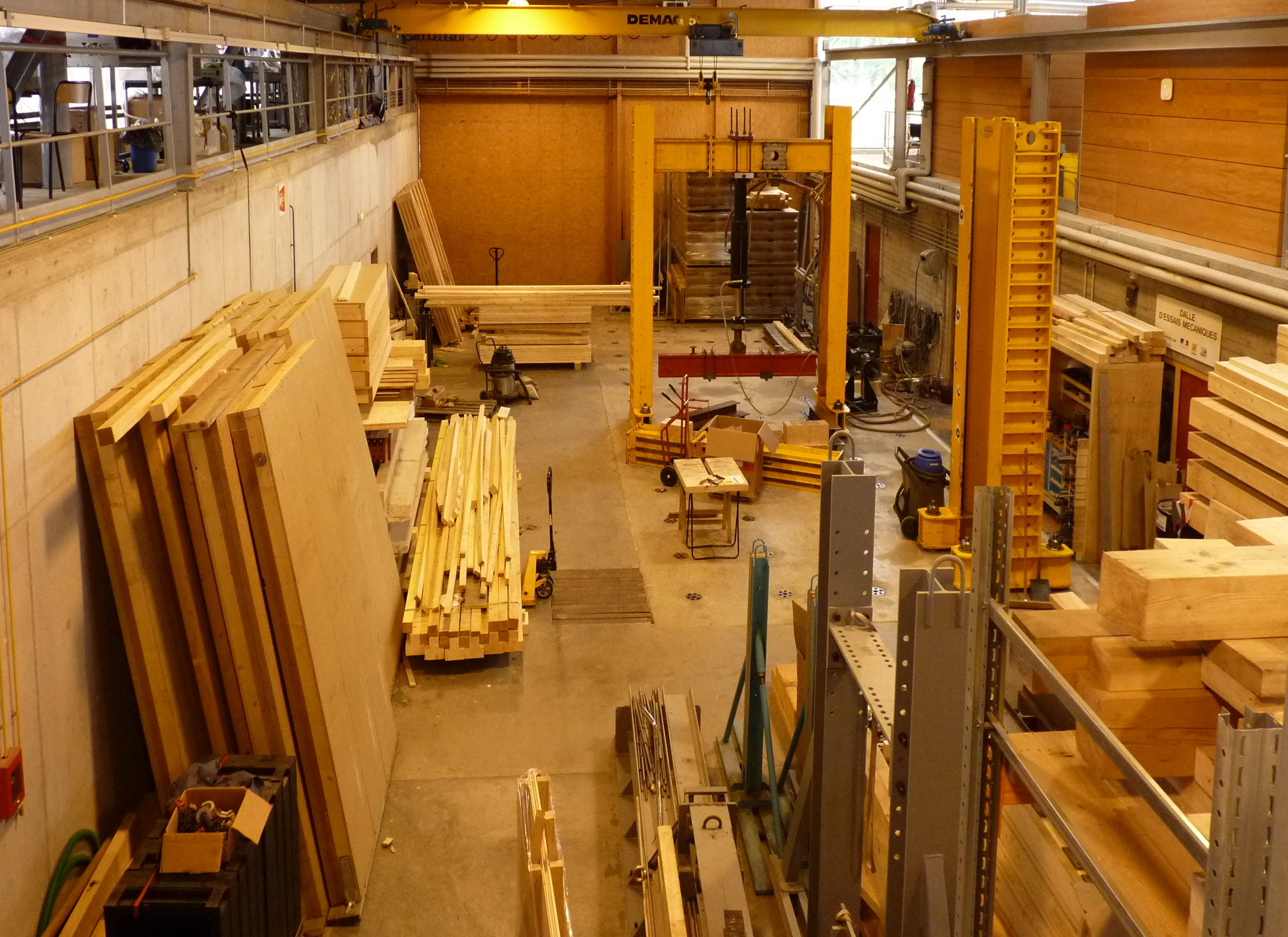
Dalle d'essai

## Recherche
Intégrés au campus Fibres, les laboratoires et centres de recherches travaillent sur de nombreuses études.

### Laboratoires
Le Laboratoire d’études et de recherche sur le matériau bois (LERMAB) est rattaché à l'Université de Lorraine et à l'Institut national de la recherche agronomique. Il travaille en particulier sur le bois en tant que matériau, source d'énergie et matière première pour l'industrie chimique.

### Personnalités liées à l'ENSTIB
- Jean-Luc Sandoz, promotion 1983, fondateur et dirigeant de CBS-Lifteam
- Pascal Triboulot, enseignant dès 1985 et directeur de l'école de 2000 à 2017
- Alain Celzard, Professeur, enseignant chercheur à l’Université de Lorraine et Membre Senior de l’Institut Universitaire de France membre de l'IAWS
- Vanessa Fierro, Enseignante chercheuse à l’ENSTIB (Ecole Nationale Supérieure des Technologies et Industrie du Bois), directrice de recherche au CNRS et responsable de l’équipe matériaux bio-sourcés de l’Institut Jean Lamour.